# Устіка
Устіка (італ. Ustica) — острів на північ від Сицилії та муніципалітет в Італії, у регіоні Сицилія,  метрополійне місто Палермо.
Устіка розташована на відстані близько 360 км на південь від Рима, 70 км на північ від Палермо.
Населення — 1372 особи (2014).

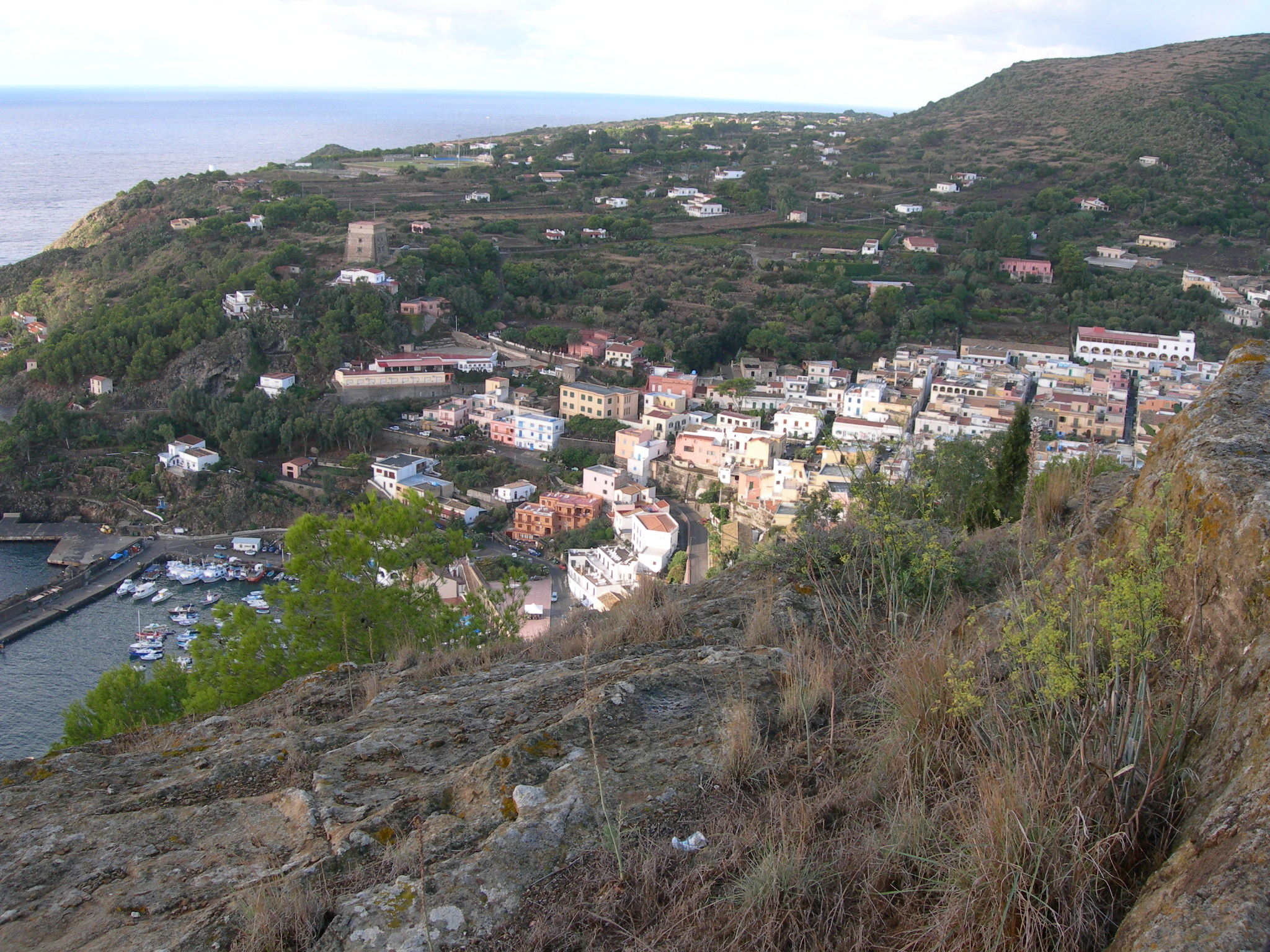

Щорічний фестиваль відбувається 24 серпня. Покровитель — святий Варфоломій.

## Демографія
Населення за роками:

Станом на 1 січня 2023 року в муніципалітеті офіційно проживало 36 іноземців з 11 країн, серед них 25 громадян країн Євросоюзу.